# 霍耀池
霍耀池（1892年—1986年），广东顺德人，广东著名中医师和武术家，成名于广州。

## 生平

### 医学
霍耀池师承著名骨伤科、内科中医师鲍光英，中华人民共和国成立前任广州中医公会理事和广州成药公会监事，与何竹林，李广海齐名，学术成就被《近代西关岭南名医》收录。霍耀池创出的中医成药“活脉丹”和“肾气丹”在近代广州曾名重一时，但中华人民共和国成立后失传。
1941年，霍耀池在广州西关长寿路开设医馆，名为“霍耀池医馆”，以医治奇难杂症著名，并传授拳术。因其对广州卫生事业和抗日事业都作出过贡献，故中央国医馆馆长[焦易堂]曾提赠书法“济世活人”。霍的相关事迹见诸据《羊城晚报》、《信息时报》等广州报业媒体。

### 武学
霍耀池是梅花螳螂拳南传发展史上关键人物之一。据香港梅花螳螂拳协会的文献显示，梅花螳螂主要由刘谈峰、霍耀池传播，霍氏是梅花螳螂传入南方的关键人物。
与上述观点分歧的观点则认为近代螳螂拳主要贡献者是郭子硕与霍耀池，而非刘谈峰。对此争论《广州市志》的官方记载则是如下表述“郭子硕落籍广州，将七星螳螂拳引入广州，以后传给儿子郭华威及黄钻明、罗国梁等。广州的梅花螳螂拳传人是霍耀池，他师承山东烟台鲍光英，传给儿子霍明森、霍明彬、霍明东及潘礼滔、黄广泉等。”
霍氏最具代表性的武术绝技是“螳螂金钩手”，广州近代流传民谣曰“山东螳螂霍耀池，始创金钩成大师。一跃连出打三脚，身怀绝技鲜人知。”中华民国时期中国银行副行长霍宝树曾因此題赠“娟美元甲”书法以示赞赏。
霍耀池在文化大革命期间遭受批斗，晚年落泊，但在改革开放后得到平反。广州武术协会成立50周年会议上，广州市武术协会和广州市体育总局追赠霍耀池武术贡献荣誉奖项。近年甚至出现了要重建霍耀池武馆以示纪念的政府题案。